# Пучина (роман)
«Пучина» (исп. La Vorágine) — роман колумбийского писателя Хосе Эустасио Риверы, написанный в 1924 году. Действие романа происходит в джунглях Колумбии во времена Каучуковой лихорадки.

## Сюжет и художественные особенности
Это — наша история, трагическая история всех каучеро!Артуро Кова
Повествование ведётся от лица Артуро Ковы, главного героя романа. Кова студент, уроженец Толимы, интеллектуал и поэт. Влюбившись в юную Алисию, он прогневил её родителей, облеченных властью и положением в обществе, которые планировали иначе устроить семейную жизнь дочери. Чтобы избежать тюремного заключения, Артуро и Алисия бегут из Боготы, чтобы совершить тайное бракосочетание. Их путь лежит через равнины, а позже — через тропические леса Колумбии.
Ривера описывает труд рабочих на каучуковых заводах. А также подробно описывает местность и окружающую среду лесов северной части Южной Америки. Роман полон метафор и внимания к малейшим деталям происходящего, которые позволяют читателю представить и оценить пейзаж девственных тропических лесов: «в романе „Пучина“ (1924): мотив сельвы как живого существа, магическая сила сельвы; амбивалентность образа сельвы (покровительница индейца — „пучина“ для белых); мотив варваризации белого человека».
Роман «Пучина» примечателен тем, что считается одним из прародителей латиноамериканского модернизма и одним из наиболее известных романов, написанных в Колумбии.

## История создания
В начале 1920-х годов Ривера совершил несколько рабочих командировок по Венесуэле, работая в правительственной комиссии по уточнению государственных границ. После совершил самостоятельное путешествие по Бразилии. Свои впечатления он изложил в романе. Написать роман ему позволил вынужденный отдых — писатель восстанавливался после авитаминоза, перенесённого во время экспедиции в джунгли. В романе Ривера объединил полученные знания о бедственном положении работников каучуковых плантаций с присущим ему поэтическим видением и талантом к яркому описанию. «Пучина» преуспела и как роман приключений, и как социальное высказывание. Первое издание было адрессованно непосредственно правительству Колумбии.

#### Прототипы
Артуро Кова — реальный человек, работник каучуковой плантации, руководивший бригадой. Первое издание романа сопровождалось его фотографией. Существуют две основные версии о знакомстве с ним Риверы: по одной писатель был знаком с ним лично; по другой — Ривере достался дневник Ковы, который и лёг в основу романа. 

## Адаптации
«Пучина» считается классикой колумбийской литературы. Роман оказал влияние на культуру страны и был неоднократно адаптирован для разных видов искусства.
- Torbelinno, симфоническая поэма, композитор Хесус Бермудес Сильва[нем.] (1931)
- Кинофильм «Пучина» (также известен, как «Бездны любви» (исп. Abismos de amor[8]), режиссёр Мигель Сакариас (1949)
- «Пучина» (телесериал, 1975)[англ.]
- «Пучина» (телесериал, 1990)[9]
- «Пучина», комикс-адаптация, сценарист Оскар Пантоха[исп.], художник Хосе Луи Хименес (исп. José Luís Jiménez) (2017)

## Переводы
Роман был неоднократно переведёна и опубликован в разных странах. В том числе на английском (1928), французском (1930), русском (1925), португальском (1935), немецком, итальянском, японском и польском языках. Чем принёс автору международное признание, несмотря на то, что остался единственным его крупным произведением.